# Ben (filme)
Ben (br: Ben, o Rato Assassino) é um filme de terror produzido nos Estados Unidos em 1972, dirigido por Phil Karlson.

## Sinopse
O enredo aborda a história de um garoto solitário, que não recebe atenção dos pais, torna-se amigo de um rato a quem passa a chamar de Ben. Ocorre que o animal é também o líder de um bando de ratos assassinos que matam humanos e deixam a cidade em estado de alerta. Quando a polícia consegue matar os roedores, o garoto mergulha numa tristeza profunda. Até o dia em que descobre que seu amigo Ben continua vivo.
Sua trilha sonora inclui a canção Ben, interpretada por Michael Jackson, venceu o Globo de Ouro e foi indicada ao Oscar de melhor canção original.

## Elenco
- Lee Montgomery...Danny Garrison
- Joseph Campanella...Cliff Kirtland
- Arthur O'Connell...Bill Hatfield